# Boris Stegmann
Boris Karlowitsch Stegmann, född  25 december 1898 i Pskow, Ryssland, död 28 december 1975, var en rysk ornitolog och zoogeograf av tysk härkomst verksam vid ryska vetenskapsakademins ornitologiska avdelning åren 1921–1938.

## Biografi
Stegmann började sitt arbete vid ryska vetenskapsakademin som tekniker vid ornitologiska avdelningen 1921, och blev forskningsassistent 1928. 1934 publicerade han ett viktigt arbete kring de större trutarnas olika taxa. Han blev bland annat utnämnd till hedersmedlem vid Tysklands, Storbritanniens och Amerikas ornitologiska föreningar. 1938 publicerade han det zoogeografiska arbetet Principes Généraux des Subdivisions Ornithogéographiques de la Région Paléarctique. 1938–1939 arresterades han på falska anklagelser och tillbringade 1,5 år i fängelse. När Sovjetunionen drogs in i Andra världskriget i juni 1941 deporterades han, precis som nästan alla andra ryssar med tysk härkomst. Han deporterades från Leningrad till floden  Ilis deltaområde, Kazakstan under åren 1941–1946. Han kom att studera områdets biologi, bland annat påverkan av den introducerade myskråttan. Han fortsatte arbeta och studera i området fram till 1954, bland annat eftersom han inte erbjöds återvända till sitt arbete vid ornitologiska avdelningen på ryska vetenskapsakademin. 1964 publicerade han, tillsammans med Aleksei Ivanovich Ivanov Краткий определитель птиц СССР ("Handbok över Sovjetunionens fåglar").
I sitt ornitologiska arbete fokuserade Stegmann bland annat på fåglarnas indelningen i underarter och beskrev, eller var med och beskrev, en eller flera underarter hos bland andra lavskrika, svart rödstjärt, blåskata, nattskärra, stenfalk och kaspisk trut.